# شبه‌کیر
شبه‌کیر به هر اندامی در حیوان که شبیه آلت نری باشد، اما از یک مسیر رشد متفاوت فرگشت یافته باشد، گفته می‌شود.

## پستانداران

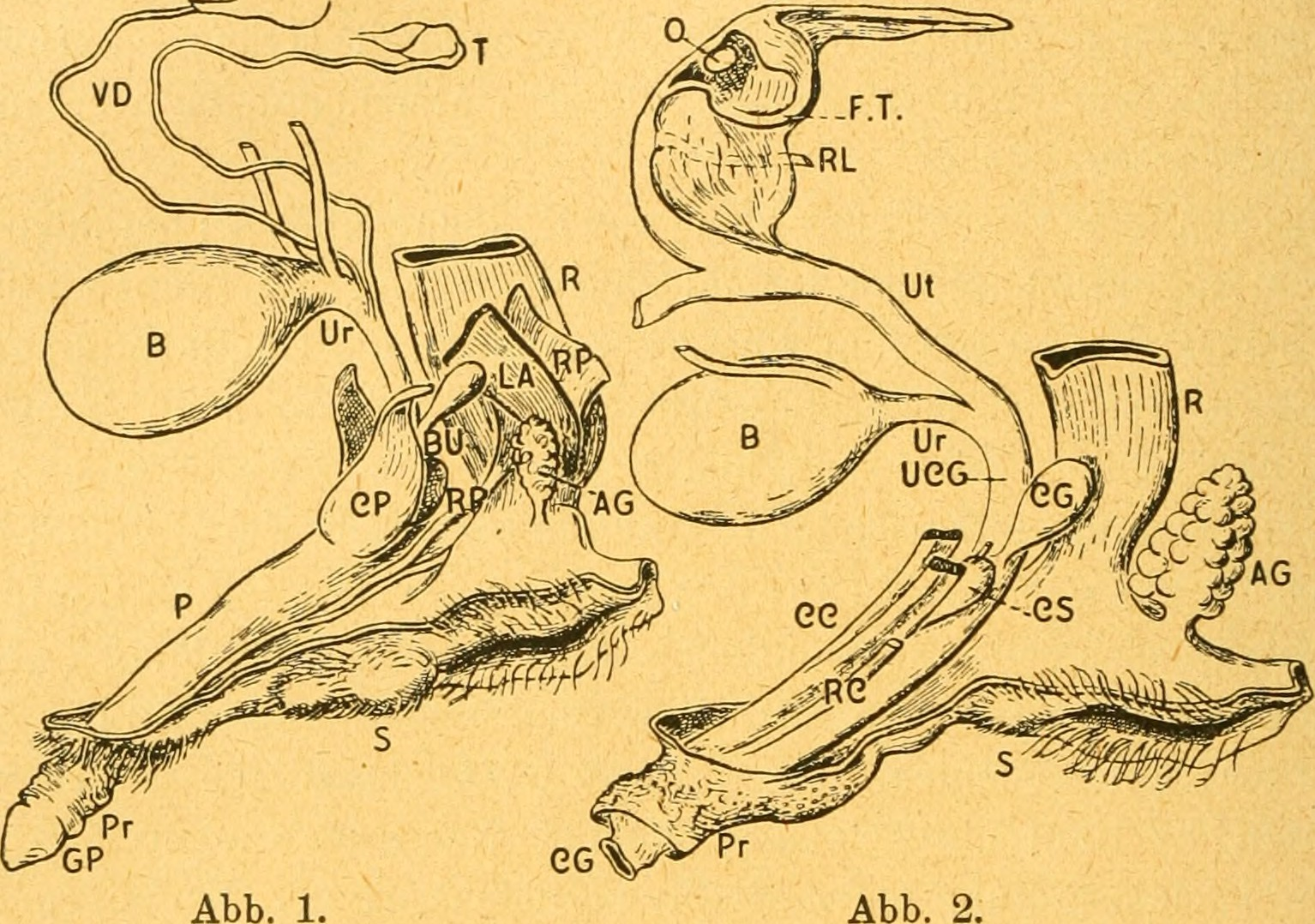
اندام‌های تولید مثل نر و ماده کفتار خالدار.

در پستانداران، همه نرهای سالم از نظر رشد و نمو دارای آلت تناسلی مردانه هستند، اما در برخی ماده‌ها، چوچوله به اندازه‌ای بزرگ می‌شود که معمولاً شبیه آلت مردی شده که به آن شبه‌کیر گویند. از جمله این گونه پستانداران می‌توان به کفتار خالدار، فوسا، خرس‌گربه، لمور و میمون عنکبوتی اشاره کرد. بزرگ شدن چوچوله در فوسا توسط باکولوم پشتیبانی می‌شود. باکولوم استخوانی است که در کیر بیشتر پستانداران یافت می‌شود. با این حال، باکولوم و شبه‌کیر فوسا، با رشد هرچه بیش‌تر ماده، خلاف گونه‌های دیگر دارای شبه‌کیر، کوچک‌تر می‌شود.
به نظر می‌رسد شبه‌کیر پستانداران فقط برای نمایش باشد؛ اگرچه کفتار خالدار یک استثنا است. کفتار خالدار ماده از اندام شبه‌کیر خود برای ادرار، مقاربت جنسی و زایمان استفاده می‌کند. به علاوه، این باعث می‌شود که کفتار خالدار نر بدون همکاری کامل ماده اقدام به جفت‌گیری نکند. این بدان معنی است که اولویت‌های جفت‌گیری ماده، غالب است.
کفتارهای خال‌دار، ماده‌سالار هستند و در گله آن‌ها، کفتارهای ماده بالغ بر کفتارهای نر بالغ مسلط می‌شوند. همچنین کفتار خالدار ماده تهاجمی تر از نوع نر است. هنگامی که یک کفتار نر از گله نخستین خود خارج می‌شود، با کفتارهایی که برای نخستین بار با آن‌ها مواجه می‌شود، به صورت مطیعانه رفتار می‌کند. این بدان معنی است که چنانچه یک کفتار نر به عنوان یک نر تولید مثل کننده وارد یک قبیله تازه شود، مطیع همه اعضای قبیله خواهد بود. در نتیجه رفتار تسلیمی در نرها، این فرضیه مطرح شده که کفتار نر، کیر خود را به نشانه تسلیم و اطاعت نعوظ می‌کند. هنگام خوش و بش، کفتارها موازی یکدیگر قرار می‌گیرند و اقدام به لیسیدن یا بوییدن کیر یا غده مقعدی یکدیگر می‌کنند.
شبه‌کیر در کفتار خال‌دار ماده، هزینه‌های باروری زیادی را به این حیوان تحمیل می‌کند. تقریباً تمام توله‌هایی که کفتار خال‌دار ماده برای نخستین بار به دنیا می‌آورد، مرده‌زاده از دنیا می‌روند. سبب این امر نیز این است که جفت به اندازه کافی طویل نیست تا بتواند از کانال تولدی آلت تناسلی عبور کند. علاوه بر این، نخستین فرایند زایمان، وقتگیر است؛ چراکه به پارگی مجری استخوان شبه‌کیر احتیاج دارد تا جنین بتواند از کانال آلتی، بیرون بیاید. در نتیجه، نوزادان نخستین اغلب به سبب کم‌بود اکسیژن می‌میرند.
میمون‌های عنکبوتی ماده دارای چوچوله هستند که از آن به عنوان شبه‌کیر نام برده می‌شود؛ زیرا به گونه ویژه‌ای فرگشت یافته و دارای یک شیار کم‌عمق عجانی است که با حرکت‌کردن ماده، قطرات ادرار را حفظ و پخش می‌کند. چوچوله میمون‌های عنکبوتی جفری ماده، بزرگ و بیرون‌زده‌است و شبیه کیر در نوع نر است. این اندام که به دلیل آویزان بودن آن در بیرون از بدن حیوان، چوچوله آویزان نیز نامیده می‌شود، در واقع از آلت تناسلی شل نوع نر، بزرگتر است. در نتیجه، ناظران انسانی ماده‌ها را بعضی اوقات با نرها اشتباه می‌گیرند. اعتقاد بر این است که چوچوله بزرگ‌شده به نرها کمک می‌کند تا میزان توانایی پذیرش جنسی را تعیین کنند و به آنها اجازه می‌دهد تا با لمس چوچوله و سپس بوییدن انگشتان خود، متوجه نشانه‌های شیمیایی یا بویایی وضعیت تولید مثل ماده بشوند.

## پرندگان

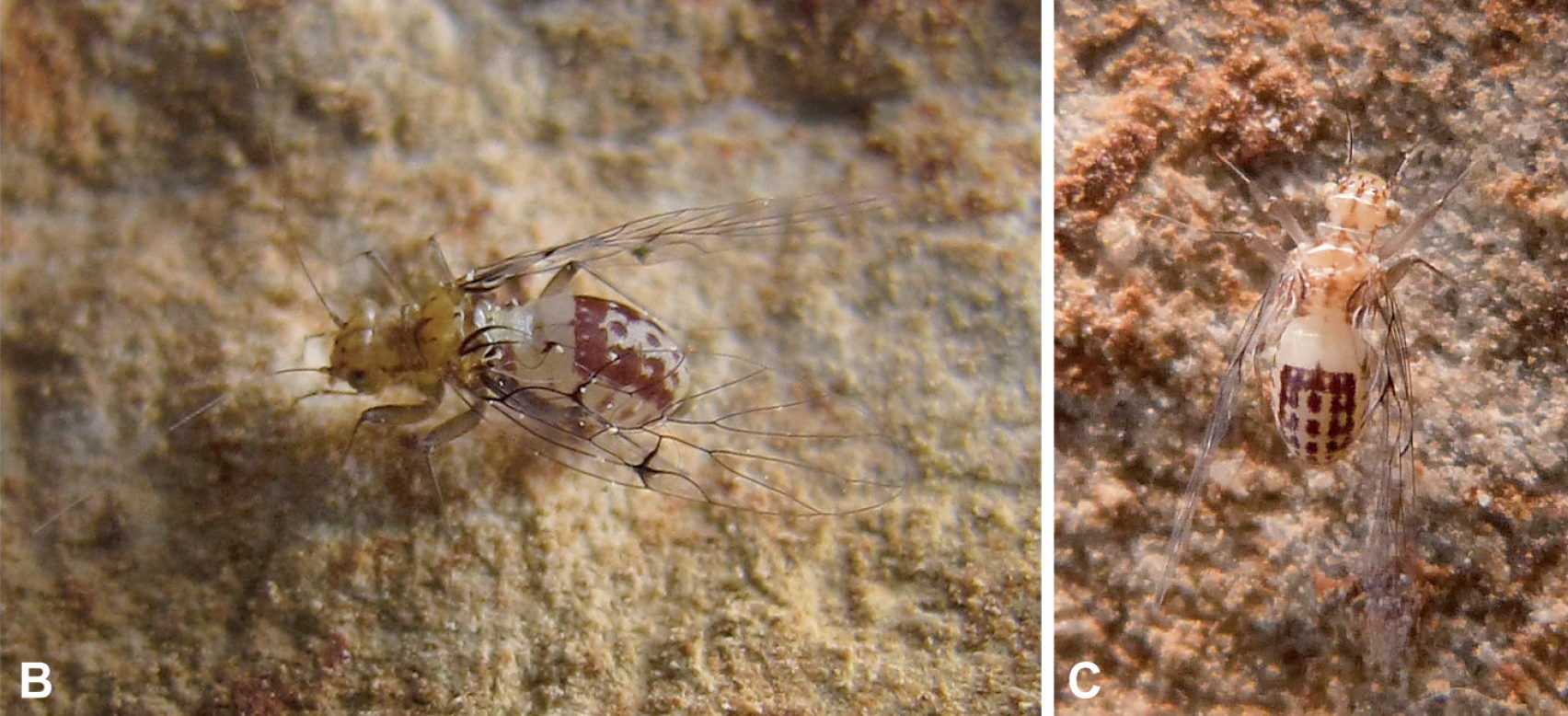
تصویر، گونه‌ای از جنس Neotrogla را نشان می‌دهد که در آن ماده‌ها دارای اندامی شبیه آلت تناسلی مردانه به نام gynosome هستند که برای جفت‌گیری با نرها استفاده می‌شود.

تنها ۳٪ از گونه‌های پرندگان دارای شبه‌کیر هستند. شایعترین دستگاه تناسلی در بین پرندگان کلوآکا است؛ دستگاهی مستقیم برای از بین بردن و تولید مثل در هر دو جنس.  برخی از گونه‌های پرندگان، مانند موشهای صحرایی، جیغ‌کش‌ها، پرندگان آبزی و کراکیدها (خانواده ای از گالیفرم‌های درختی)، در نوع نر نیز دارای شبه‌کیر هستند. یک نمونه قابل توجه از پرنده ای که دارای شبه‌کیر است، ژوئیه گاومیشی نوک‌قرمز است که شبه‌کیر خود را در هنگام جفت‌گیری به صورت مستقیم استفاده نمی‌کند. با این حال این اندام در جفت‌گیری و تحریک موفقیت‌آمیز نقش دارد. به‌طور مشابه ژوئیه گاومیشی نوک‌قرمز، در هر دو جنس دارای شبه‌کیر است. شبه‌کیر نر برای «حمله»، یا فشار دادن شبه‌کیر ماده به داخل و خارج استفاده می‌کند. سپس از راه کلوآکا انزال می‌کند تا جفت‌گیری موفقیت‌آمیز حاصل شود.

## حشره‌ها
یکی از مشهورترین نمونه‌های شبه‌کیر که در حشرات وجود دارد، در شپش کتاب یافت شده‌است. در این گونه، شبه‌کیر نقشی در جفت‌گیری معکوس، که به ندرت دیده شده، دارد. در این گونه، نر دارای ساختاری شبیه واژن است؛ در حالی که ماده دارای شبه‌کیر است. این پرسش پیش می‌آید که چرا در این گونه حشره، نوع نر، با وجود داشتن آلتی شبیه به واژن، در جنس نر طبقه‌بندی شده و جنس ماده، که دارای شبه‌کیر است، در طبقه‌بندی ماده قرار می‌گیرد؟ پاسخ این است که حتی اگر ساختارهای جنسی بیرونی و قابل مشاهده این حشره شبیه به جنس مخالف خود باشد، ساختارهای درونی آنها با جنسیت آنها هم‌خوان است. از همه مهم‌تر، نرها اسپرم تولید می‌کنند و ماده‌ها تخمک تولید می‌کنند.
ماده‌ها ساختاری شبیه آلت تناسلی مرد دارند که جینوزوم نامیده می‌شود که لوله‌ایست منتهی به دستگاه تناسلی آن‌ها. نرهای نئوتروگلا ساختاری شبیه به واژن دارند. با این حال، در قسمت داخلی بدنشان، دستگاه تناسلی مردانه دارند. هنگامی که ماده عضو خود را به نر وارد می‌کند، نوک شبه‌کیر باد می‌شود. سپس، برجستگی‌ها و خارهای موجود در سر شبه‌کیر تیز می‌شوند که با دیواره‌های دستگاه تناسلی نر مطابقت دارند. این کار به دو عملکرد تحریک اندام‌های تولیدمثلی نر و قفل نگه داشتن ماده و نر کمک می‌کند. بعد از اینکه به هم قفل شدند، تنها راه جدا کردن این دو، پاره شدن شکم نر است. طی این فرایند طولانی‌مدت جفت‌گیری ۴۰ تا ۷۰ ساعته، شبه‌کیر در داخل بدن نر انزال می‌کند. سپس اسپرم به ساختار دستگاه تناسلی ماده رسوب کرده و از راه مجرای اسپرماتکال به جایی می‌رود که بتواند تخمک‌ها را بارور کند.

## نقش احتمالی آندروستندیون
آندروستندیون هورمونی است که با فعالیت آنزیمی به تستوسترون تبدیل می‌شود. این نظریه مطرح شده‌است که غلبه و شکل مورفولوژیکی شبه‌کیر مشاهده شده در کفتارهای ماده به دلیل وجود سطوح آندروستندیون پیش از تولد و پس از آن است. سطح آندروژن پیش از تولد تفاوت دستگاه تناسلی بین ماده و نر را تعیین می‌کند. در نیمه دوم حاملگی سطح بالاتری از آندروژن مشاهده می‌شود که از نظر غلبه و پرخاشگری در کفتارها باعث ایجاد صفات مردشدگی می‌شود. مقادیر زیادی آندروستندیون در بافت تخمدان کفتار با فعالیت آروماتاز کمی تولید می‌شود که به جفت امکان تبدیل آندروستندیون به تستوسترون را می‌دهد. طبق نظریه‌ای، غلظت بالای آندروژن در دستگاه تناسلی کفتار ماده سبب ایجاد صفات مردشدگی و از بین بردن فولیکول‌های تخمدان می‌شود. سطح آندروژن پس از زایمان، میزان رشد دستگاه تناسلی در دوران بلوغ را تعیین می‌کند. سطح آندروژن پس از زایمان در ماده‌ها در دوران نوزادی، بیشتر از نرها است این مقادیر بالای آندروستندیون به پرخاشگری و تسلط و ایجاد شبه‌کیر در دوران بلوغ کمک می‌کند.